# Wenceslas Munyeshyaka
El pare Wenceslas Munyeshyaka (província de Butare 30 de juliol de 1958) és un sacerdot de Ruanda que treballa a França, que va ser condemnat per genocidi per un tribunal militar de Rwanda. Munyeshyaka va ser perseguit als tribunals francesos, però a l'octubre de 2015 el cas no es va continuar per la qualitat de les proves. Malgrat la controvèrsia i la seva condemna a Ruanda, ha estat empleat com a sacerdot a França des de 2001.

## Biografia
La seva mare, Félicité Mukarukaka, era una tutsi i el pare, Gabriel Ngiruwonsanga, era un hutu. Era responsable de l'església i parròquia de Sainte-Famille a Kigali. Un tribunal militar a Ruanda el va declarar culpable de violació i participació en el genocidi de 1994 i el va condemnar in absentia a presó perpètua. Es va provar que havia lliurat centenars d'adults i nens a les milícies genocides, que els van matar brutalment. El tribunal militar va trobar Munyeshyaka culpable de violació i d'ajudar a les milícies a l'assassinat de centenars de refugiats tutsis a la Catedral de la Sagrada Família al centre de Kigali, on era sacerdot en cap.
A l'octubre de 2015, el govern francès va expressar la seva desil·lusió que els tribunals francesos havien decidit no progressar més contra Munyeshyaka. L'església catòlica l'ha ocupat com a sacerdot a Gisors, i a la vall d'Epte des de 2001.

## Girs legals
Va ser sentenciat a presó in absentia per un tribunal militar de Ruanda el 16 de novembre de 2006. L'ordre de detenció del Tribunal Penal Internacional per a Ruanda es va fer públic el 21 de juny de 2007. Va ser arrestat a França el 20 de juliol de 2007, però fou alliberat per un tribunal d'apel·lació francès l'1 d'agost de 2007. El TPIR va publicar una acusació revisada el 13 d'agost de 2007, sobre la qual va ser arrestat per les autoritats franceses el 5 de setembre de 2007. El 20 de novembre de 2007, el TPIR va decidir declinar la jurisdicció sobre aquest assumpte a favor de les autoritats judicials franceses.
El 20 de febrer de 2008, les autoritats franceses van acordar jutjar Wenceslas Munyeshkaya a França. El 26 d'agost de 2015, els fiscals francesos han demanat que el cas contra Wenceslas Munyeshyaka sigui sobresseït. El fiscal de París, François Molins, va dir en un comunicat que «a través de les nostres investigacions, sembla que el paper de Wenceslas Munyeshyaka durant el genocidi de 1994 planteja moltes preguntes, però el resultat no va poder corroborar formalment actes específics relacionats amb la seva participació activa.» El 2 d'octubre de 2015, el jutge francès investigador va ordenar el sobresseïment del cas d'acord amb la sol·licitud del fiscal. El jutge va declarar que Munyeshyaka havia manifestat opinions radicals i havia mantingut relacions amistoses amb militars i milicians però això no seria suficient per establir la seva participació en els crims comesos per les milícies.